# 獅子屋 (鹽湖城)
40°46′11″N 111°53′20.5″W / 40.76972°N 111.889028°W

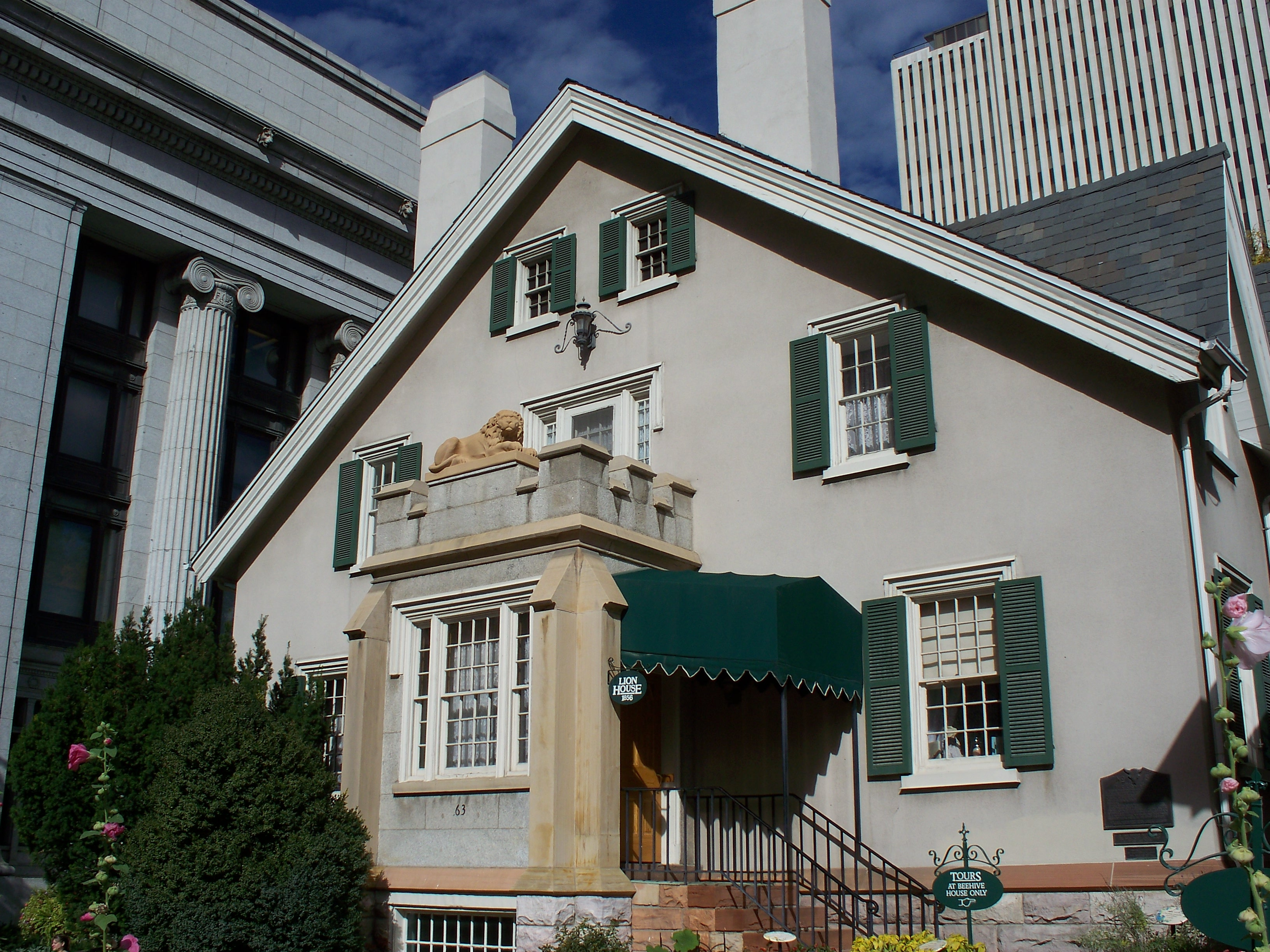
獅子屋

獅子屋（The Lion House）是第二任耶穌基督後期聖徒教會會長楊百翰的住宅之一，位於猶他州鹽湖城，修建於1856年。由於楊百翰實行一夫多妻制，擁有多達57個孩子，因此需要一棟大房子來容納他的家人，獅子屋就是楊百翰家族的主要住宅之一，楊百翰的妻子和子女都曾居住在這裡。獅子屋在1930年代曾是耶穌基督後期聖徒教會青年女性組織的社會中心。